# Estádio Olímpico de PyeongChang
Estádio Olímpico de PyeongChang (em coreano: 평창 올림픽 스타디움) foi um estádio temporário construído para a sediar as cerimônias de abertura e encerramento dos Jogos Olímpicos e Paralímpicos de Inverno de 2018, em PyeongChang, na Coreia do Sul.
Está localizado no interior da Praça Olímpica de PyeongChang, a cerca de 2 km a nordeste do Resort de Alpensia, onde ficarão localizadas as demais instalações para as Olimpíadas. O estádio possui capacidade para 35 000 espectadores e possui um formato pentagonal em sua estrutura.
Construído em uma área de 80 000 metros quadrados, é a principal estrutura construída para esses Jogos, com conclusão em setembro de 2017. O custo final foi de 116 bilhões de wons (109 milhões de dólares) para o estádio temporário, que será desmontado após os Jogos Paralímpicos,num esquema semelhante ao Teatro das Cerimônias que teve o mesmo uso durante  Albertville 1992 e foi desmontado após a conclusão dos Jogos. A elevação aproximada é de 740 metros acima do nível do mar.
Adjacentes ao estádio ficarão o Museu Olímpico de PyeongChang,uma feira de produtos tradicionais e outras atrações que funcionarão permanentemente após os Jogos.Além da Praça das Medalhas que sediará as cerimônias de premiação durante os Jogos Olímpicos e os Jogos Paralímpicos.